# 耶格爾彗星
耶格爾彗星（290P/Jäger）是一顆週期彗星，屬於木星族彗星。
1998 年 10 月 23 日，奧地利業餘天文學家麥克·耶格爾發現耶格爾彗星；2013年7月8日，天文學家再次觀測到它，並因此成為編號彗星。耶格爾彗星的唯一特徵是與土星的最小軌道相交距離極小；1991年7月18日，它與土星發生了一次特別近距離的相遇，當時兩顆天體之間的距離僅為0.0156個天文單位。